# Elecciones legislativas de Rusia de 1938
El 26 de junio de 1938 se celebraron elecciones legislativas en la República Socialista Federativa Soviética de Rusia, las primeras después del establecimiento de la Unión Soviética.

## Trasfondo
La constitución de la URSS fue adoptada el 5 de diciembre de 1936, según la cual se celebraron elecciones para nuevos órganos en todos los niveles, desde los consejos locales hasta el Sóviet Supremo de la Unión Soviética.